# Monohelea bidentata
Monohelea bidentata är en tvåvingeart som beskrevs av Felippe-bauer och Gustavo R. Spinelli 1994. Monohelea bidentata ingår i släktet Monohelea och familjen svidknott. Inga underarter finns listade i Catalogue of Life.